# Paul Williams
Paul Williams (n. 2 iulie 1939 - d. 17 august 1973) a fost un cântăreț bariton și coreograf american. Williams este cunoscut ca fiind unul din membrii fondatori și solistul vocal original al trupei The Temptations. Alături de David Ruffin, Otis Williams, Eddie Kendricks și Melvin Franklin, Williams a fost membru al formației în cea mai de succes perioadă a grupului (anii '60), cunoscută mai târziu ca "The Classic Five". Probleme personale dar și de sănătate l-au forțat pe Williams să se retragă în 1971. Doi ani mai târziu s-a sinucis.